# Димитър Енчев
Димитър Енчев Коркутов е български революционер, стружки деец на Вътрешната македоно-одринска революционна организация.

## Биография
Енчев е роден в град Струга, тогава в Османската империя. Влиза във ВМОРО. Емигрира в България и се установява в Лом. Опитва се морално и материално да облекчи участта на стружките бежанци. Умира в София, погребан е в Лом.